# 30e cérémonie des Oscars
La 30e cérémonie des Oscars du cinéma a lieu le 26 mars 1958 au RKO Pantages Theatre à Hollywood.

## La cérémonie
- Maîtres de cérémonie : Jack Lemmon, David Niven, Rosalind Russell, James Stewart et Donald Duck (en film)
- Producteur : Jerry Wald
- Directeur musical : Alfred Newman
- Dialoguistes : Richard Breen, Melvin Frank, John Michael Hayes, Hal Kanter, Norman Panama, Jack Rose, Melville Shavelson
- Producteur / Réalisateur retransmission télévisée (sur la NBC) : Alan Handley

## Palmarès et nominations
Les gagnants sont indiqués ci-dessous en premier de chaque catégorie et en caractères gras.

### Meilleur film
- Le Pont de la rivière Kwaï (The Bridge on the River Kwai) (G-B) - Sam Spiegel, producteur
  - Les Plaisirs de l'enfer (Peyton Place) - Jerry Wald, producteur
  - Sayonara - William Goetz, producteur
  - Douze hommes en colère (Twelve Angry Men) - Henry Fonda et Reginald Rose, producteurs
  - Témoin à charge (Witness for the Prosecution) - Arthur Hornblow Jr., producteur

### Meilleur réalisateur
- David Lean pour Le Pont de la rivière Kwaï
  - Joshua Logan pour Sayonara
  - Sidney Lumet pour Douze hommes en colère
  - Mark Robson pour Les Plaisirs de l'enfer
  - Billy Wilder pour Témoin à charge

### Meilleur acteur
- Alec Guinness dans Le Pont de la rivière Kwaï [1]
  - Marlon Brando dans Sayonara
  - Anthony Franciosa dans Une poignée de neige (A Hatful of Rain) de Fred Zinnemann
  - Charles Laughton dans Témoin à charge
  - Anthony Quinn dans Car sauvage est le vent (Wild is the Wind) de George Cukor

### Meilleure actrice
- Joanne Woodward dans Les Trois Visages d'Ève (The Three Faces of Eve) de Nunnally Johnson
  - Deborah Kerr dans Dieu seul le sait (Heaven Knows, Mr. Allison) de John Huston
  - Anna Magnani dans Car sauvage est le vent
  - Elizabeth Taylor dans L'Arbre de vie (Raintree Country) d'Edward Dmytryk
  - Lana Turner dans Les Plaisirs de l’enfer

### Meilleur acteur dans un second rôle
- Red Buttons dans Sayonara
  - Vittorio De Sica dans L'adieu aux armes (A Farewell To Arms) de Charles Vidor
  - Sessue Hayakawa dans Le Pont de la rivière Kwaï
  - Arthur Kennedy dans Les Plaisirs de l'enfer
  - Russ Tamblyn dans Les Plaisirs de l'enfer

### Meilleure actrice dans un second rôle
- Miyoshi Umeki dans Sayonara
  - Carolyn Jones dans La Nuit des maris (Bachelor Party) de Delbert Mann
  - Elsa Lanchester dans Témoin à charge
  - Hope Lange dans Les Plaisirs de l'enfer
  - Diane Varsi dans Les Plaisirs de l'enfer

### Meilleur scénario original
- George Wells pour La Femme modèle (Designing Woman) de Vincente Minnelli
  - Leonard Gershe pour Drôle de frimousse (Funny Face) de Stanley Donen
  - Ralph Wheelwright, R. Wright Campbell, Ivan Goff et Ben Roberts pour L'Homme aux mille visages (Man of a Thousand Faces) de Joseph Pevney
  - Barney Slater, Joel Kane et Dudley Nichols pour Du sang dans le désert (The Tin Star) d’Anthony Mann
  - Federico Fellini, Ennio Flaiano et Tullio Pinelli pour Les Vitelloni (I Vitelloni) de Federico Fellini (Italie)

### Meilleur scénario adapté
- Pierre Boulle, Carl Foreman et Michael Wilson[2] pour Le Pont de la rivière Kwaï[3]
  - John Lee Mahin et John Huston pour Dieu seul le sait
  - John Michael Hayes pour Les Plaisirs de l'enfer
  - Paul Osborn pour Sayonara
  - Reginald Rose pour Douze hommes en colère

### Meilleur film en langue étrangère
- Les Nuits de Cabiria (Le notti di Cabiria) de Federico Fellini •  Italie
  - Mother India de Mehboob Khan •  Inde
  - La Nuit quand le diable venait (Nachts, wenn der Teufel kam) de Robert Siodmak •  Allemagne
  - Le Rescapé (Ni liv) d'Arne Skouen •  Norvège
  - Porte des Lilas de René Clair •  France

### Meilleure photographie
- Jack Hildyard pour Le Pont de la rivière Kwaï
  - Milton R. Krasner pour Elle et lui (An Affair to Remember) de Leo McCarey
  - Ray June pour Drôle de frimousse
  - William C. Mellor pour Les Plaisirs de l'enfer
  - Ellsworth Fredericks pour Sayonara

### Meilleure direction artistique
- Ted Haworth et Robert Priestly pour Sayonara
  - Hal Pereira, George W. Davis, Sam Comer et Ray Moyer pour Drôle de frimousse
  - William A. Horning, Gene Allen, Edwin B. Willis et Richard Pefferle pour Les Girls de George Cukor
  - Walter Holscher (en), William Kiernan et Louis Diage pour La Blonde ou la Rousse (Pal Joey) de George Sidney
  - William A. Horning, Urie McCleary, Edwin B. Willis, Hugh Hunt pour L'Arbre de vie

### Meilleurs costumes
- Orry-Kelly pour Les Girls
  - Charles Le Maire pour Elle et lui
  - Edith Head et Hubert de Givenchy pour Drôle de frimousse
  - Jean Louis pour La Blonde ou la Rousse
  - Walter Plunkett pour L'Arbre de vie

### Meilleur son
- George Groves pour Sayonara
  - George Dutton (Paramount Pictures SSD) pour Règlements de comptes à OK Corral (Gunfight at the O.K. Corral) de John Sturges
  - Wesley C. Miller (MGM SSD) pour Les Girls
  - John P. Livadary (Columbia SSD) pour La Blonde ou la Rousse
  - Gordon Sawyer (Samuel Goldwyn SSD) pour Témoin à charge

### Meilleure musique de film
- Malcolm Arnold pour Le Pont de la rivière Kwaï
  - Hugo Friedhofer pour Elle et lui
  - Hugo Friedhofer pour Ombres sous la mer (Boy on a Dolphin) de Jean Negulesco
  - Paul J. Smith pour Les Aventures de Perri (Perri) de Paul Kenworthy Jr. et Ralph Wright
  - Johnny Green pour L'Arbre de vie

### Meilleure chanson
- James Van Heusen (musique) et Sammy Cahn (paroles) pour All the Way dans Le Pantin brisé (The Joker is Wild) de Charles Vidor
  - Harry Warren (musique), Harold Adamson et Leo McCarrey (paroles) pour An Affair to Remember dans Elle et lui
  - Sammy Fain (musique) et Paul Francis Webster (paroles) pour April Love dans Je vous adore (April Love) d'Henry Levin
  - Ray Evans et Jay Livingston pour Tammy dans Tammy and the Bachelor de Joseph Pevney
  - Dimitri Tiomkin (musique) et Ned Washington (paroles) pour Wild is the Wind dans Car sauvage est le vent

### Meilleur montage
- Peter Taylor pour Le Pont de la rivière Kwaï
  - Warren Low pour Règlements de comptes à OK Corral
  - Viola Lawrence et Jerome Thoms pour La Blonde ou la Rousse
  - Arthur P. Schmidt et Philip W. Anderson pour Sayonara
  - Daniel Mandell pour Témoin à charge

### Meilleurs effets spéciaux
- Walter Rossi pour Duel dans le Pacifique (The Enemy Below) de Dick Powell
  - Louis Lichtenfield pour L'Odyssée de Charles Lindbergh (The Spirit of St. Louis) de Billy Wilder

### Meilleur long métrage documentaire
- Albert Schweitzer de Jerome Hill
  - On the Bowery de Lionel Rogosin
  - Torero de Manuel Barbachano Ponce

### Court métrage (prises de vue réelles)
- The Wetback Hound produit par Larry Lansburgh (studios Walt Disney)
  - Il était une chaise produit par Norman McLaren
  - Capitale de l'or produit par Tom Daly
  - Foothold on Antarctica produit par James Carr
  - Portugal produit par Ben Sharpsteen

### Court métrage (animation)
- Birds Anonymous produit par Edward Selzer
  - One Droopy Knight produit par William Hanna et Joseph Barbera
  - Tabasco Road produit par Edward Selzer
  - Trees and Jamaica Daddy produit par Stephen Bosustow
  - The Truth About Mother Goose produit par Walt Disney

## Oscars spéciaux

### Jean Hersholt Humanitarian Award
- Samuel Goldwyn

### Oscars d’honneur
- Charles Brackett (scénariste et producteur) pour services rendus à l'Académie des Oscars
- B.B. Kahane pour services rendus à l'industrie cinématographique
- Gilbert « Broncho Billy» Anderson (pionnier du cinéma) pour sa contribution au développement de l'industrie cinématographique comme divertissement
- The Society of Motion Picture and Television Engineers pour leur contribution au développement de l'industrie cinématographique.

### Oscars du mérite
- La Motion Picture Research Council pour la création d’un projecteur de drive-in
- Todd-AO Corp. et Westrex Corp. pour le développement d’une méthode de production et de diffusion de film tournés au format Todd-AO

### Oscar du mérite scientifique
- La Société d’Optique et de Mécanique de Haute Précision pour le développement d’un objectif photographique variafocal
- Harlan L. Baumbach, Lorand Wargo, Howard M. Little et Unicorn Engineering Corp. pour le développement d’une imprimante à pellicule

### Oscar de l’achèvement technique
- Charles E. Sutter, William B. Smith, Paramount Pictures Corp. et General Cable Corp. pour la mise au point et son application au système des studios d’un système de câbles électriques et de connectiques en aluminium

## Anecdote
Durant la cérémonie, Jayne Mansfield eut la malchance d'endurer un problème de robe et dut changer de tenue. 

## Longs-métrages de fiction par Oscars

### Sept Oscars
- Le Pont de la rivière Kwaï

### Quatre Oscars
- Sayonara

### Un Oscar
- Les Trois Visages d'Ève
- La Femme modèle
- Les Nuits de Cabiria
- Le Pantin brisé
- Duel dans le Pacifique
- Les Girls

## Longs-métrages de fiction par nominations

### Dix nominations
- Sayonara

### Neuf nominations
- Les Plaisirs de l'enfer

### Huit nominations
- Le Pont de la rivière Kwaï

### Six nominations
- Témoin à charge

### Quatre nominations
- L'Arbre de vie
- Drôle de frimousse
- Elle et lui
- La Blonde ou la Rousse

### Trois nominations
- Douze hommes en colère
- Car sauvage est le vent
- Les Girls

### Deux nominations
- Règlements de comptes à OK Corral

### Une nomination
- Duel dans le Pacifique
- L'Odyssée de Charles Lindbergh
- Une poignée de neige
- Les Trois Visages d'Ève
- Dieu seul le sait
- L'Homme aux mille visages
- Du sang dans le désert
- L'adieu aux armes
- La Nuit des maris
- Ombres sous la mer
- Les Aventures de Perri
- Le Pantin brisé
- Je vous adore
- Tammy and the Bachelor
- La Femme modèle
- Les Nuits de Cabiria
- Les SS frappent la nuit
- Porte des Lilas
- Mother India
- Le Rescapé
- Les Vitelloni